# Berglhütte

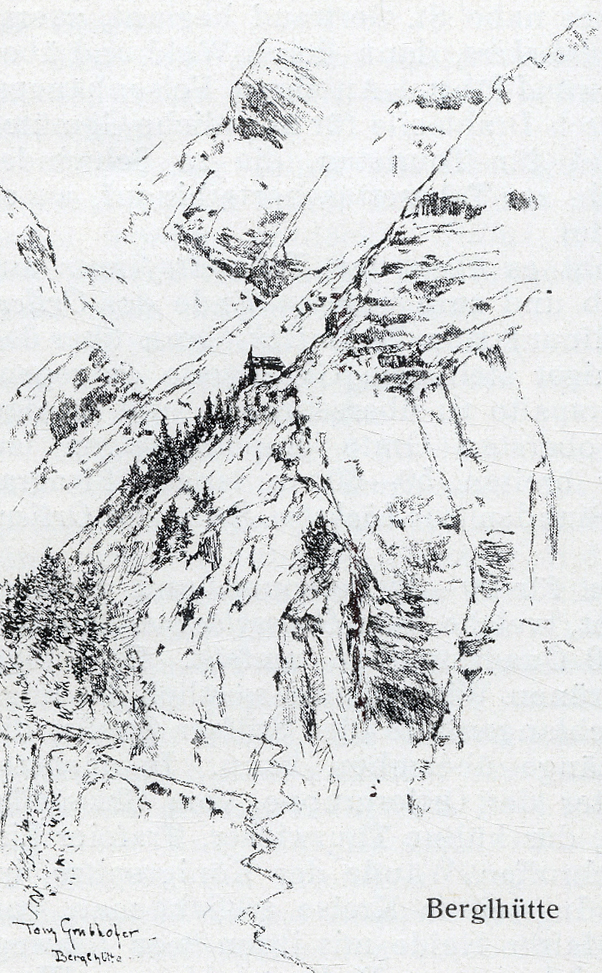
Berglhütte, Zeichnung von T. Grubhofer (1911)

Die Berglhütte (italienisch Rifugio Borletti, genauer Rifugio Aldo e Vanni Borletti) ist eine auf 2188 m s.l.m. gelegene Schutzhütte in Südtirol. Sie liegt am Fuße des Ortlers. Die Hütte wird meist von Juni bis Mitte Oktober bewirtschaftet. Darüber hinaus wird sie im Frühling manchmal für Skitourengeher geöffnet, die den Ortler über die Trafoier Eisrinne besteigen. Die Zahl der Übernachtungsplätze beträgt 26.

## Lage und Wege
Die Berglhütte liegt im Trafoital am Bergl, einer Anhöhe unterhalb des Pleißhorngrates des Ortlers. Sie liegt, wie die gesamte Umgebung, im Nationalpark Stilfserjoch. Die Hütte kann von Trafoi aus über die Wallfahrtskirche Heilige Drei Brunnen (1605 m) in etwa 1,5 bis zwei Stunden erreicht werden.
Weitere von der Berglhütte aus erreichbare Schutzhütten sind das Bivacco Pellicioli (3236 m), das Hochjochbiwak (3535 m) und die Payerhütte (3020 m).
Die Berglhütte ist ein wichtiger Stützpunkt für die Besteigung des Ortlers über den Meraner Weg sowie weitere, seltener begangene Anstiege zu diesem Gipfel. Darüber hinaus dient sie als Ausgangspunkt für Touren zu weiteren Gipfeln des Ortler-Hauptkamms: auf den Zebrù (3735 m), die Thurwieserspitze (3652 m), die Trafoier Eiswand (3565 m) und den Großen Eiskogel (3547 m).

## Geschichte
Die Route der Erstbesteiger des Ortlers über die Hinteren Wandlen, die während des 19. Jahrhunderts noch mehrmals begangen wurde, sowie einige weitere Anstiege führten am Standort der heutigen Hütte vorbei. Dieser wurde daher damals häufig für Biwaks in den Resten einer verfallenen Schäferhütte verwendet, sodass bald der Bedarf nach einer Schutzhütte spürbar wurde. 1884 ließ hier Ferdinand Arning, Vorstand der Sektion Hamburg des DÖAV, eine einfache kleine Selbstversorgerhütte mit vier bis fünf Schlafplätzen errichten, die er vollständig selbst finanzierte. Der Ausbau des Hüttenweges wurde von der bekannten Alpinistin Hermine Tauscher-Geduly bezahlt.
Diese Arninghütte ging nach dem Tod Arnings an die Sektion Hamburg des DÖAV. Diese beauftragte den Architekten Otto Schmid, den schon etwas verfallenen Bau durch eine neue größere Hütte zu ersetzen, welche am 17. August 1897 feierlich eröffnet wurde. Diese Hamburger Hütte war mit sechs Betten und zehn Schlafplätzen im Matratzenlager bereits deutlich besser ausgestattet. 1912 wurde oberhalb der Hütte ein Gedenkstein für den Tourismuspionier Theodor Christomannos errichtet, der den Meraner Weg auf den Ortler ausgebaut und damit auch den Tourismus in Trafoi und an der Berglhütte unterstützt hatte. Im Gegensatz zu anderen Hütten der Umgebung wurde die Hamburger Hütte im Ersten Weltkrieg nicht zerstört.
Nach Ende des Krieges wurden sämtliche Alpenvereinshütten in Südtirol durch den italienischen Staat enteignet. In der Folge erhielt die Sektion Mailand des CAI die Berglhütte zur Bewirtschaftung. Diese renovierte das Gebäude mehrmals, unter anderem im Jahre 1925, finanziert von der Familie Borletti. Ab 1939 verfiel die Hütte, nachdem infolge der Option viele Trafoier ausgewandert waren. 1956 setzte man die Hütte wieder in Stand. Auch diese Arbeiten wurden finanziell hauptsächlich von der Familie Borletti getragen. Nach zwei Mitgliedern dieser Familie wurde die Berglhütte 1956 dann offiziell in Rifugio Aldo e Vanni Borletti umbenannt. Seit 1999 ist die Berglhütte nicht mehr im Eigentum des Staates Italien, sondern des Landes Südtirol. Seit dieser Zeit wurde sie anstelle der Sektion Mailand von der CAI-Sektion Meran betrieben.
Mit Jahresende 2010 lief die Konzession zu Führung der Berglhütte durch den CAI aus. Seit 2015 wird das Land Südtirol bei der Verwaltung der Hütte (Vergabe an Pächter, Überwachung der Führung, Sanierungsmaßnahmen) durch eine paritätische Kommission unterstützt, in der neben der öffentlichen Hand auch der AVS und der CAI vertreten sind.

## Nachbarhütten
- Payerhütte, 2,5 Stunden
- Tabarettahütte, 6 Stunden

## Hochtouren
- Ortler (3905 m) über Meranerweg (kurz vor dem Gipfel trifft dieser auf den Normalweg), 8 Stunden[12]
- Ortler (3905 m) Normalweg (I und II Grad, Eis mit 45°)
- Großer Eiskogel (3547 m), 5 Stunden
- Kleiner Eiskogel (3503 m), 5 Stunden[13]
- Thurwieserspitze (3652 m), 6,5 Stunden[14]
- Trafoier Eiswand (3462 m)

## Skitouren
- Ortler (3905 m), 1800 Höhenmeter, 7 Stunden
- Zebrù (3735 m)

## Karten
- Tabacco Blatt 08 Ortlergebiet / Cevedale